# 2012년 일본 시리즈
2012년 일본 시리즈(일본어: 2012年の日本シリーズ, 영어: 2012 Japan Series) 또는 코나미 일본 시리즈 2012(コナミ日本シリーズ2012)는 2012년 10월 27일부터 11월 3일까지 열린 제63회 일본 프로 야구 일본 시리즈 경기이다. 센트럴 리그 클라이맥스 시리즈 우승팀인 요미우리 자이언츠가 총 6차례의 접전을 펼친 끝에 퍼시픽 리그 클라이맥스 시리즈 우승팀 홋카이도 닛폰햄 파이터스를 누르고 4승 2패의 성적을 기록, 2009년 이후 3년 만에 22번째 우승을 차지했다.

## 개요
요미우리와 닛폰햄이 2009년 이후 3년 만이자 세 번째로 맞대결하게 됐고 과거 두 차례의 일본 시리즈에서는 모두 닛폰햄이 홈팀으로서 첫 경기를 치렀지만 이 시리즈에서는 처음으로 요미우리가 홈팀으로서 첫 경기를 치렀다. 작년과 마찬가지로 모든 경기가 돔 구장에서 개최됐다.
경기 결과는 과거 2차례의 승패와 같은 4승 2패로 요미우리가 승리하면서 3년 만에 통산 22번째의 일본 시리즈 우승을 달성했는데 요미우리의 하라 다쓰노리 감독은 감독으로서의 3번째이자 일본 시리즈 통산 4번째로 출전하여 처음으로 요미우리의 홈구장인 도쿄 돔에서 일본 시리즈 우승을 이끌었다. 한편 닛폰햄의 구리야마 히데키 감독은 일본 시리즈 10번째가 되는 신인 감독으로서의 일본 시리즈 우승을 노렸지만 요미우리의 강한 조직력과 빈틈없는 야구를 넘어서지 못했고 팀으로서는 2006년 이후 6년 만에 우승 달성에는 실패했다.
일본 시리즈 우승 팀이 2연승 → 2연패 → 2연승의 패턴은 1998년에 요코하마 베이스타스가 기록한 이후 14년 만이었는데 이 시리즈에서는 전체 6경기 모두 역전승은 없었지만 4차전에서 닛폰햄이 끝내기 승리를 포함한 모든 경기에서 선취점을 얻은 팀이 그대로 승리했다.
우승 팀인 요미우리는 11월 8일부터 대한민국 부산 사직야구장에서 개최되는 2012년 아시아 시리즈의 출전권이 주어졌다.

## 감독
| 소속 리그   | 소속                     | 감독            |
| ----------- | ------------------------ | --------------- |
| 센트럴 리그 | 요미우리 자이언츠        | 하라 다쓰노리   |
| 퍼시픽 리그 | 홋카이도 닛폰햄 파이터스 | 구리야마 히데키 |

## 개최 구장
| 요미우리 자이언츠   | 홋카이도 닛폰햄 파이터스 |
| ------------------- | ------------------------ |
| 도쿄 돔             | 삿포로 돔                |
| 수용 인원: 46,000명 | 수용 인원: 41,138명      |
|                     |                          |
| 도쿄 돔삿포로 돔    |                          |

## 클라이맥스 시리즈경기 결과
|  | 클라이맥스 시리즈 1st              | 클라이맥스 시리즈 1st |                                                  |         | 클라이맥스 시리즈 파이널      | 클라이맥스 시리즈 파이널 |                                      |        | 일본 시리즈 | 일본 시리즈 |
|  |                                    |                       |                                                  |         |                               |                          |                                      |        |             |             |
|  |                                    |                       |                                                  |         |                               |                          |                                      |        |             |             |
|  |                                    |                       |                                                  |         |                               |                          |                                      |        |             |             |
|  |                                    |                       |                                                  |         |                               |                          |                                      |        |             |             |
|  |                                    |                       | (6전 4선승제〈어드밴티지 1승을 포함〉) 도쿄 돔   |         |                               |                          |                                      |        |             |             |
|  |                                    |                       |                                                  |         |                               |                          |                                      |        |             |             |
|  | 요미우리 자이언츠(CL 우승)         | ☆●●●○○○               |                                                  |         |                               |                          |                                      |        |             |             |
|  | 요미우리 자이언츠(CL 우승)         | ☆●●●○○○               | (3전 2선승제) 나고야 돔                          |         |                               |                          |                                      |        |             |             |
|  |                                    |                       | 주니치 드래건스                                  | ★○○○●●● |                               |                          |                                      |        |             |             |
|  | 주니치 드래건스(CL 2위)            | ○●○                   | 주니치 드래건스                                  | ★○○○●●● |                               |                          |                                      |        |             |             |
|  | 주니치 드래건스(CL 2위)            | ○●○                   | (7전 4선승제) 도쿄 돔 삿포로 돔                  |         |                               |                          |                                      |        |             |             |
|  | 도쿄 야쿠르트 스왈로스(CL 3위)     | ●○●                   |                                                  |         |                               |                          |                                      |        |             |             |
|  | 도쿄 야쿠르트 스왈로스(CL 3위)     | ●○●                   |                                                  |         | 요미우리 자이언츠(CL CS 우승) | ○○●●○○                   |                                      |        |             |             |
|  |                                    |                       |                                                  |         | 요미우리 자이언츠(CL CS 우승) | ○○●●○○                   |                                      |        |             |             |
|  |                                    |                       |                                                  |         |                               |                          | 홋카이도 닛폰햄 파이터스(PL CS 우승) | ●●○○●● |             |             |
|  |                                    |                       |                                                  |         |                               |                          | 홋카이도 닛폰햄 파이터스(PL CS 우승) | ●●○○●● |             |             |
|  |                                    |                       | (6전 4선승제〈어드밴티지 1승을 포함〉) 삿포로 돔 |         |                               |                          |                                      |        |             |             |
|  |                                    |                       |                                                  |         |                               |                          |                                      |        |             |             |
|  | 홋카이도 닛폰햄 파이터스(PL 우승)  | ☆○○○                  |                                                  |         |                               |                          |                                      |        |             |             |
|  | 홋카이도 닛폰햄 파이터스(PL 우승)  | ☆○○○                  | (3전 2선승제) 세이부 돔                          |         |                               |                          |                                      |        |             |             |
|  |                                    |                       | 후쿠오카 소프트뱅크 호크스                       | ★●●●    |                               |                          |                                      |        |             |             |
|  | 사이타마 세이부 라이온스(PL 2위)   | ●○●                   | 후쿠오카 소프트뱅크 호크스                       | ★●●●    |                               |                          |                                      |        |             |             |
|  | 사이타마 세이부 라이온스(PL 2위)   | ●○●                   |                                                  |         |                               |                          |                                      |        |             |             |
|  | 후쿠오카 소프트뱅크 호크스(PL 3위) | ○●○                   |                                                  |         |                               |                          |                                      |        |             |             |
|  | 후쿠오카 소프트뱅크 호크스(PL 3위) | ○●○                   |                                                  |         |                               |                          |                                      |        |             |             |

☆·★=클라이맥스 시리즈·파이널의 어드밴티지 1승 1패분

## 경기 일정
- 1차전 : 10월 27일(도쿄 돔)
- 2차전 : 10월 28일(도쿄 돔)
- 3차전 : 10월 30일(삿포로 돔)
- 4차전 : 10월 31일(삿포로 돔)
- 5차전 : 11월 1일(삿포로 돔)
- 6차전 : 11월 3일(도쿄 돔)

1. 모든 경기에서는 요미우리가 1루쪽, 닛폰햄이 3루쪽 벤치를 사용했다.[3]
2. 삿포로 돔에서 개최되는 3·4·5차전은 지명 타자제가 채택됐다.
3. 연장전은 15회까지이며, 금년도 정규 시즌에 채택된 시간 제한에 관한 특례 조치(소위 ‘3시간 30분 룰’)는 채택되지 않았다.
4. 예고 선발은 시행하지 않았다.

## 경기 기록
| 일시                                     | 경기   | 원정팀(선공)             | 스코어 | 홈팀(후공)               | 개최 구장 | 개시 시각 | 경기 시간  | 관중수   |
| ---------------------------------------- | ------ | ------------------------ | ------ | ------------------------ | --------- | --------- | ---------- | -------- |
| 10월 27일(토)                            | 1차전  | 홋카이도 닛폰햄 파이터스 | 1 - 8  | 요미우리 자이언츠        | 도쿄 돔   | 18시 11분 | 3시간 13분 | 44,981명 |
| 10월 28일(일)                            | 2차전  | 홋카이도 닛폰햄 파이터스 | 0 - 1  | 요미우리 자이언츠        | 도쿄 돔   | 18시 10분 | 2시간 51분 | 44,932명 |
| 10월 29일(월)                            | 이동일 | 이동일                   | 이동일 | 이동일                   | 이동일    | 이동일    | 이동일     | 이동일   |
| 10월 30일(화)                            | 3차전  | 요미우리 자이언츠        | 3 - 7  | 홋카이도 닛폰햄 파이터스 | 삿포로 돔 | 18시 32분 | 4시간 4분  | 36,942명 |
| 10월 31일(수)                            | 4차전  | 요미우리 자이언츠        | 0 - 1  | 홋카이도 닛폰햄 파이터스 | 삿포로 돔 | 18시 30분 | 4시간 15분 | 40,433명 |
| 11월 1일(목)                             | 5차전  | 요미우리 자이언츠        | 10 - 2 | 홋카이도 닛폰햄 파이터스 | 삿포로 돔 | 18시 32분 | 3시간 52분 | 40,579명 |
| 11월 2일(금)                             | 이동일 | 이동일                   | 이동일 | 이동일                   | 이동일    | 이동일    | 이동일     | 이동일   |
| 11월 3일(토)                             | 6차전  | 홋카이도 닛폰햄 파이터스 | 3 - 4  | 요미우리 자이언츠        | 도쿄 돔   | 18시 11분 | 3시간 22분 | 45,018명 |
| 우승: 요미우리 자이언츠(3년 만에 22번째) |        |                          |        |                          |           |           |            |          |

## 일본 시리즈 경기 결과

### 1차전
- 10월 27일 - 도쿄 돔

| 팀 | 1 | 2 | 3 | 4 | 5 | 6 | 7 | 8 | 9 | R | H  | E |
| 닛폰햄 | 0 | 0 | 0 | 0 | 0 | 0 | 0 | 0 | 1 | 1 | 3  | 0 |
| 요미우리 | 0 | 0 | 0 | 4 | 2 | 0 | 2 | 0 | X | 8 | 14 | 0 |
| 승리 투수: 우쓰미 데쓰야(1-0) 패전 투수: 요시카와 미쓰오(0-1) 홈런: 닛폰햄 – 요 다이칸(9회 1점) 요미우리 – 존 바우커(4회 3점) |   |   |   |   |   |   |   |   |   |   |    |   |

### 2차전
- 10월 28일 - 도쿄 돔

| 팀 | 1 | 2 | 3 | 4 | 5 | 6 | 7 | 8 | 9 | R | H | E |
| 닛폰햄 | 0 | 0 | 0 | 0 | 0 | 0 | 0 | 0 | 0 | 0 | 5 | 0 |
| 요미우리 | 1 | 0 | 0 | 0 | 0 | 0 | 0 | 0 | X | 1 | 5 | 0 |
| 승리 투수: 사와무라 히로카즈(1-0) 패전 투수: 다케다 마사루(0-1) 세이브: 스캇 매티슨(1S) 홈런: 요미우리 – 조노 히사요시(1회 1점) |   |   |   |   |   |   |   |   |   |   |   |   |

### 3차전
- 10월 30일 - 삿포로 돔

| 팀                                                                                               | 1 | 2 | 3 | 4 | 5 | 6 | 7 | 8 | 9 | R | H  | E |
| 요미우리                                                                                         | 0 | 0 | 0 | 0 | 2 | 0 | 0 | 1 | 0 | 3 | 11 | 1 |
| 닛폰햄                                                                                           | 0 | 2 | 3 | 0 | 0 | 1 | 0 | 1 | X | 7 | 12 | 0 |
| 승리 투수: 브라이언 울프(1-0) 패전 투수: D. J. 홀튼(0-1) 홈런: 닛폰햄 – 이나바 아쓰노리(2회 1점) |   |   |   |   |   |   |   |   |   |   |    |   |

### 4차전
- 10월 31일 - 삿포로 돔(연장 12회)

| 팀                                                              | 1 | 2 | 3 | 4 | 5 | 6 | 7 | 8 | 9 | 10 | 11 | 12 | R | H | E |
| 요미우리                                                        | 0 | 0 | 0 | 0 | 0 | 0 | 0 | 0 | 0 | 0  | 0  | 0  | 0 | 7 | 1 |
| 닛폰햄                                                          | 0 | 0 | 0 | 0 | 0 | 0 | 0 | 0 | 0 | 0  | 0  | 1X | 1 | 8 | 0 |
| 승리 투수: 미야니시 나오키(1-0) 패전 투수: 니시무라 겐타로(0-1) |   |   |   |   |   |   |   |   |   |    |    |    |   |   |   |

### 5차전
- 11월 1일 - 삿포로 돔

| 팀                                                                                                | 1 | 2 | 3 | 4 | 5 | 6 | 7 | 8 | 9 | R  | H  | E |
| 요미우리                                                                                          | 0 | 2 | 3 | 1 | 2 | 0 | 0 | 0 | 2 | 10 | 15 | 0 |
| 닛폰햄                                                                                            | 0 | 1 | 1 | 0 | 0 | 0 | 0 | 0 | 0 | 2  | 9  | 1 |
| 승리 투수: 우쓰미 데쓰야(2-0) 패전 투수: 요시카와 미쓰오(0-2) 홈런: 요미우리 – 존 바우커(2회 2점) |   |   |   |   |   |   |   |   |   |    |    |   |

### 6차전
- 11월 3일 - 도쿄 돔

| 팀 | 1 | 2 | 3 | 4 | 5 | 6 | 7 | 8 | 9 | R | H | E |
| 닛폰햄 | 0 | 0 | 0 | 0 | 0 | 3 | 0 | 0 | 0 | 3 | 8 | 0 |
| 요미우리 | 2 | 1 | 0 | 0 | 0 | 0 | 1 | 0 | X | 4 | 7 | 0 |
| 승리 투수: 다카기 교스케(1-0) 패전 투수: 이시이 유야(0-1) 세이브: 야마구치 데쓰야(1S) 홈런: 닛폰햄 – 나카타 쇼(6회 3점) 요미우리 – 조노 히사요시(2회 1점) |   |   |   |   |   |   |   |   |   |   |   |   |

## 수상 선수
MVP
- 우쓰미 데쓰야(요미우리)

1차전과 5차전에 선발 등판하면서 2승 무패, 1.20(투구 이닝 15이닝, 2자책점)의 평균자책점으로 좋은 성적을 남겼다.
감투상
- 이나바 아쓰노리(닛폰햄)

타율 0.391(23타수 9안타)와 2타점을 기록하면서 일본 시리즈 수위 타자가 됐고 3차전에서는 홀튼으로부터 홈런을 때려냈다.
우수 선수상
- 아베 신노스케(요미우리)

타율 0.250(12타수 3안타)을 기록하였고 1차전에서의 선제타를 포함한 2개의 적시타, 일본 시리즈 우승을 결정짓는 6차전에서도 결승점이 되는 적시타를 때려냈다.
- 존 바우커(요미우리)

타율 0.176(17타수 3안타)를 기록하였고 1차전과 5차전에서 요시카와로부터 홈런을 때려내는 등 7타점을 올리며 맹활약했다.
- 조노 히사요시(요미우리)

2차전과 6차전에 다케다 마사루로부터 홈런을 때려냈고 타율 0.375(24타수 9안타), 2타점, 그리고 6경기 연속 안타를 기록했다.
MVP와 감투 선수상, 우수 선수상에 이어 일본 야구 기구의 스폰서인 코나미에서 아래 5개의 개인상이 추가됐는데 수상 선수에게는 코나미로부터 상금이 수여됐다. 그리고 ‘특별상’의 수상 선수는 대회 기간 중 코나미 홈페이지를 통해서 팬 투표로 결정됐다.
- 모두가 선택하는 코나미상 : 아베 신노스케(요미우리)
- 드림 나인상 : 이나바 아쓰노리(닛폰햄)
- BASEBALL HEROES상 : 마쓰모토 데쓰야(요미우리)

3차전과 4차전에서 팀을 구해내는 호수비를 보여주면서 타율 0.357(14타수 5안타), 1타점, 6개의 희생타를 기록했다(일본 시리즈에서의 신기록).
- 파워풀 프로 야구상 : 조노 히사요시(요미우리)
- 프로 야구 스피리츠상 : 우쓰미 데쓰야(요미우리)

## 같이 보기
- 2012년 퍼시픽 리그 클라이맥스 시리즈
- 2012년 센트럴 리그 클라이맥스 시리즈
- 2012년 아시아 시리즈
- 2009년 일본 시리즈
- 1981년 일본 시리즈